# Harald Ljungström
Harald Ljungström född 16 juli 1912, död 12 mars 2010, var en svensk jurist, politiker och debattör.

## Biografi
Ljungström tog jur. kand-examen 1936, gjorde tingsmeritering vid Stockholms rådhusrätt 1936–1939, blev fiskal vid Svea hovrätt 1940, och blev sedan amanuens (1940), 1:e amanuens (1945) och assessor (1953) vid Stockholms tingsrätt, och var sedan rådman där 1960–1977.

### Engagemang i Sveriges Nationella Förbund
Ljungström gick 1932 som 20-åring in i Nationella ungdomsförbundet och blev senare en högt uppsatt medlem i det pronazistiska Sveriges Nationella Förbund fram till 1942. Han var bland annat ledare för det 1939 bildade ungdomsförbundet Nationell Ungdom, och skrev i denna roll en rad judefientliga artiklar. Han tog senare avstånd ifrån detta engagemang som han sagt sig "bittert ångra".

### Kandidatur för KDS i valet 1964
Hans förflutna lyftes fram i mitten av augusti 1964 i en artikel i Expressen strax före andrakammarvalet 1964. Han kandiderade då till riksdagen för det då nybildade partiet Kristen Demokratisk Samling (nuvarande Kristdemokraterna), där han även gett betydande bidrag till det första partiprogrammet. Ljungström bekräftade uppgifterna om sitt förflutna som han inför kandidaturen även underrättat partiet om, dock ej "gemene man" i rörelsen. Vid KDS riksting den 21 augusti 1964 var Ljungström en av talarna, och fick "brakande applåder" när han inför tinget klarlade sin verksamhet för tjugo år sedan och uttryckte sin djupa ånger över de "icke kristna och t.o.m. rasdiskriminerande uttalanden" som han gjort på den tiden. Hans kandidatur försvarades av Lewi Pethrus som framhöll att "vi som kristna räknar med att människor som haft ett beklagligt förflutet kan bli goda människor" och att en person som varit "invecklad i en villfarelse ofta är en större motståndare till den samma". Det fanns dock även krav på att han borde lämna sin kandidatur, och kort efter valet avsade sig Ljungström alla uppdrag för partiet.

### Senare år
Ljungström var kristen med starkt värdekonservativa uppfattningar i moralfrågor som till exempel abort, äktenskap och föräldrars rätt att uppfostra sina barn, vilket han framförde med stor intensitet i både kyrkliga och politiska sammanhang. Han var under många år mycket aktiv i Svenska Kyrkans Lekmannaförbund där han i mitten av 1970-talet blev utesluten för att ha splittrat förbundet i frågor om abort och äktenskap. Han kritiserade "Abortutredningen" som föregick 1974 års abortlag (SFS 1974:595).
Under slutet av 1990-talet engagerade sig Ljungström mot underhållningsvåld i bildmedier och utformade förslag till lag- och konventionstexter till skydd för "folkhälsan och barnens välfärd".